# Asterales
Asterales is een botanische naam, voor een orde van tweezaadlobbige planten: de naam is gevormd uit de familienaam Asteraceae. Een orde onder deze naam wordt de laatste decennia algemeen erkend door systemen voor plantentaxonomie.
De orde bevat altijd de composietenfamilie (Compositae of Asteraceae), met onder andere de zonnebloem, de gewone margriet en het madeliefje.
In het APG II-systeem (2003) is de omschrijving:
- orde Asterales
  - familie Alseuosmiaceae
  - familie Argophyllaceae
  - familie Asteraceae (Composietenfamilie)
  - familie Calyceraceae
  - familie Campanulaceae (Klokjesfamilie)

[+ familie Lobeliaceae (Lobeliafamilie) ]
  - familie Goodeniaceae
  - familie Menyanthaceae (Watergentiaanfamilie)
  - familie Pentaphragmataceae
  - familie Phellinaceae
  - familie Rousseaceae
  - familie Stylidiaceae

[+ familie Donatiaceae ]

waarbij de families tussen "[+ ...]" optioneel zijn, desgewenst af te splitsen
Dit is een geringe wijziging ten opzichte van het APG-systeem (1998), dat de volgende omschrijving hanteerde:
- orde Asterales
  - familie Alseuosmiaceae
  - familie Argophyllaceae
  - familie Asteraceae
  - familie Calyceraceae
  - familie Campanulaceae

[+ familie Lobeliaceae ]
  - familie Carpodetaceae
  - familie Donatiaceae
  - familie Goodeniaceae
  - familie Menyanthaceae
  - familie Pentaphragmataceae
  - familie Phellinaceae
  - familie Rousseaceae
  - familie Stylidiaceae

In het Cronquist-systeem (1981) werden veel van de bovengenoemde planten bij elkaar gegroepeerd in de orde Campanulales, met verdere planten in de naburige ordes Asterales en Calycerales, alle in de onderklasse Asteridae. Toch werden een aantal van bovengenoemde planten door Cronquist wel heel anders geplaatst. Bij Cronquist is de orde die juist deze naam draagt heel klein:
- orde Asterales
  - familie Asteraceae

In oudere systemen bestond ook een vergelijkbare orde, maar niet onder deze naam. Er werd dan een beschrijvende naam gebruikt: zie bijvoorbeeld de orde Synandrae in het Wettstein-systeem.